# Myriophyllum ussuriense
Myriophyllum ussuriense är en slingeväxtart som först beskrevs av Eduard August von Regel, och fick sitt nu gällande namn av Carl Maximowicz. Myriophyllum ussuriense ingår i släktet slingor, och familjen slingeväxter. Inga underarter finns listade i Catalogue of Life.

## Bildgalleri

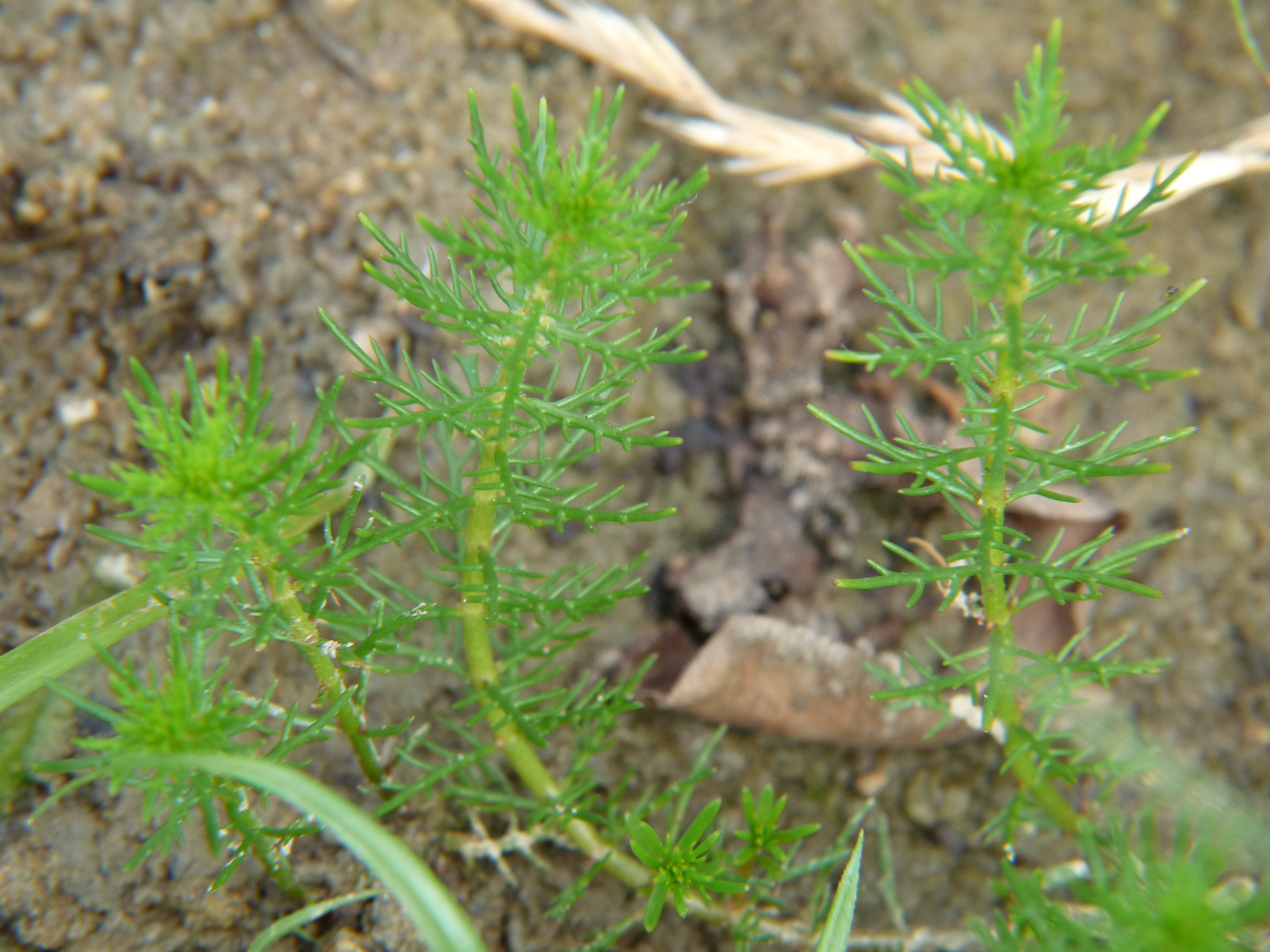